# Ес Би Ес
Ес Би Ес (SBS, на корейски: 에스비에스, Eseubieseu; на английски: Seoul Broadcasting System) е национален южнокорейски телевизионен и радиопредавател. През март 2000 г. компанията законно стана известна като SBS, променяйки фирменото си име от Seoul Broadcasting System (서울 방송). Тя предоставя наземна цифрова телевизионна услуга във формат ATSC от 2001 г. и T-DMB услуга от 2005 г. Нейната водеща наземна телевизионна станция е Канал 6 за цифров и кабелен.

## Телевизионни канали

### Безплатно
- SBS

### Кабел
- SBS Plus
- SBS Golf
- SBS funE
- SBS Sports
- SBS CNBC (съсобственик на NBCUniversal)
- SBS MTV (съсобственик на ViacomCBS)
- Nickelodeon Korea (съсобственик на ViacomCBS)

## Радиостанции
- SBS Love FM
- SBS Power FM
- SBS V-Radio

## Дъщерни дружества и подразделение
- SBS Contents Hub
- SBS International
- SBS Medianet
- SBS ViacomCBS

## Сериали
- Вяра
- Докато ти спеше
- Кралят: Вечният монарх
- Легенда за синьото море
- Момичето, което вижда миризми
- Моята любов от звездите
- Наследниците
- Пинокио
- Принц на покрива
- Тайната градина
- Ти си красива
- Чувам гласа ти
- Тайният живот на моята секретарка

## Логотипи
- Първото лого на Ес Би Ес се използва от 14 ноември 1990 г. до 18 септември 1994 г.
- Второ лого на Ес Би Ес, използвано от 19 септември 1994 г. до 13 ноември 2000 г.
- Трето и актуално лого на Ес Би Ес, използвано от 14 ноември 2000 г.
- Текстовата версия на логото на Ес Би Ес (от 14 ноември 2000 г.)